# Carta Puebla de Brañosera
La Carta Puebla de Brañosera o Fuero de Brañosera es un documento que se conservó en el Monasterio de San Pedro de Arlanza hasta la desamortización del siglo XIX. Está considerada la primera carta puebla de España, lo que acredita a la localidad de Brañosera (Palencia) como primer ayuntamiento del país.

## Antecedentes
Finaliza la primera década del año 700 y en la península comienza invasión musulmana. Los godos conviven con los pueblos autóctonos entre el trato y la escaramuza.

Los cristianos, atemorizados por la sangre, la hambruna y el demonio huyen hacia el Norte dirigiéndose fugitivos a las montañas, sucumben de hambre(...)
 dice el Anónimo Mozárabe

Entre los godos que no perecieron por la espada o de hambre, la mayoría se refugió en esta patria de los asturianos (...)
 dice la Crónica de Alfonso III

Villas y castillos tengo, todos a mi mandar son; dellos me dejó mi padre, dellos me ganara yo. Los que me dejó mi padre poblelos de ricos hombres, los que yo me hube ganado poblelos de labradores. Quien no había más que un buey, dable otro que eran dos; el que casaba su hija le daba yo rico don; Cada día que amance por mí hacen oración...
Del Poema de Fernán González

Llegando a una situación extraña de superpoblación en la que eran en poca tierra muchos hombres juntados. Visquieron castellanos grand tiempo mala vida; en tierra muy angosta de viandas fallida. Lacerados muy grand tiempo a la mayor medida; véyese en grand miedo con la gente descreída(...)
dice el monje de Arlanza

Arrancando de los angostos valles cantábricos comienza la repoblación. Gente humilde por delante que, impulsados por el hambre y esperanzados por la presura, se establecen de forma dispersa y aleatoria. Detrás vienen los nobles y abades.
En 824, el conde Munio Núñez  entiende la necesidad de organizar la repoblación que, amparada en la presura, es inestable e ineficaz para garantizar el avance. Así llama hombres libres a sus súbditos dotándoles de derechos mediante la Carta puebla.
Esta repoblación singular de hombres libres será el origen de Castilla.

## El documento
La Carta Puebla libera a los colonos de ciertas obligaciones consagradas y, a la vez, les otorga ciertos privilegios por su propia condición. Estos privilegios no son personales sino que se extienden a todo aquel que se acoja a la misma condición de poblador.
Reúne datos de especial interés:
- su gran antigüedad;
- número y nombre de las primeras familias;
- cargo representativo de los nominados;
- toponimia;
- dudas de interés de tipo genealógico;
- establece el sentimiento de propiedad.

## Su legitimidad
- Se conocen la carta fundacional otorgada por el conde Munio Núñez  y su esposa Argilo en el año 824 y las posteriores confirmaciones de sus sucesores: Gonzalo Fernández (912), Fernán González (968) y Sancho García (998).

- El manuscrito fue dado a conocer por Fray Prudencio de Sandoval en el siglo XVII (Historias de los cinco obispos: Idacio, Isidoro, Sebastián, Sampiro y Pelayo. Pamplona, 1615, p. 292) y después publicado también por Tomás Muñoz y Romero (Colección de fueros municipales y cartas pueblas de los reinos de Castilla, León, Corona de Aragón y Navarra, Madrid, 1847 p. 16) y por Juan Antonio Llorente (Noticias históricas de las tres provincias vascongadas, Alava, Guipúzcoa y Vizcaya, Madrid 1800-1807, t II p. 29) aunque su mayor difusión tuvo lugar a partir de la publicación por Luciano Serrano en el Cartulario de San Pedro de Arlanza (Madrid 1925).

- A partir de entonces, las referencias han sido múltiples destacando sobre todas ellas el estudio monográfico de Alfonso García-Gallo  «En torno a la carta de población de Brañosera».[3]

- Desaparecido el documento original, una copia muy fidedigna (a decir de L. Serrano, copiada del original de Arlanza por el P. Liciano Sáez) se encuentra depositada en el Archivo del monasterio de Silos.

- Es uno de los escasos, más antiguos y completos testimonios sobre la repoblación castellana altomedieval y, más importante aún si cabe, sobre el origen de la organización municipal española actual.